# Окулярник маврикійський
Окулярник маврикійський (Zosterops chloronothos) — вид горобцеподібних птахів родини окулярникових (Zosteropidae). Ендемік Маврикію.

## Опис
Довжина птаха становить 10 см. Верхня частина тіла тьмяно-оливково-зелена, нижня частина тіла блідіша, живіт кремовий, гузка жовта. Навколо очей характерні білі кільця. Виду не притаманний статевий диморфізм.

## Поширення і екологія
Маврикійські окулярники живуть в тропічних лісах і чагарникових заростях в Національному парку Блек-Рівер-Горджес.

## Поведінка
Маврикійські окулярники харчуються комахами і нектаром. Сезон розмноження триває з вересня по березень. Гніздо чашоподібне, розміщується на дереві. В кладці 2 яйця. І самці, і самиці доглядають за пташенятами. Зазвичай виростає лише одне пташеня, яке покривається пір'ям у віці 14 днів.

## Збереження
МСОП класифікує цей вид як такий, що знаходиться на межі зникнення. Маврикійські окулярники є одними з найрідкісніших птахів острова. Вони живуть на обмеженій території площею 27 км². Їх популяція за останні роки зменшилась з 350 пар в 1975 році до 120 пар в 2002 році. Деякі дослідники вважають, що птах може повністю зникнути протягом 50 років. Щури і крабоїдні макаки знищують гнізда. Окулярники харчуються нектаром кількох рідкісних ендемічних видів рослин, кількість яких також зменшується.

## Галерея

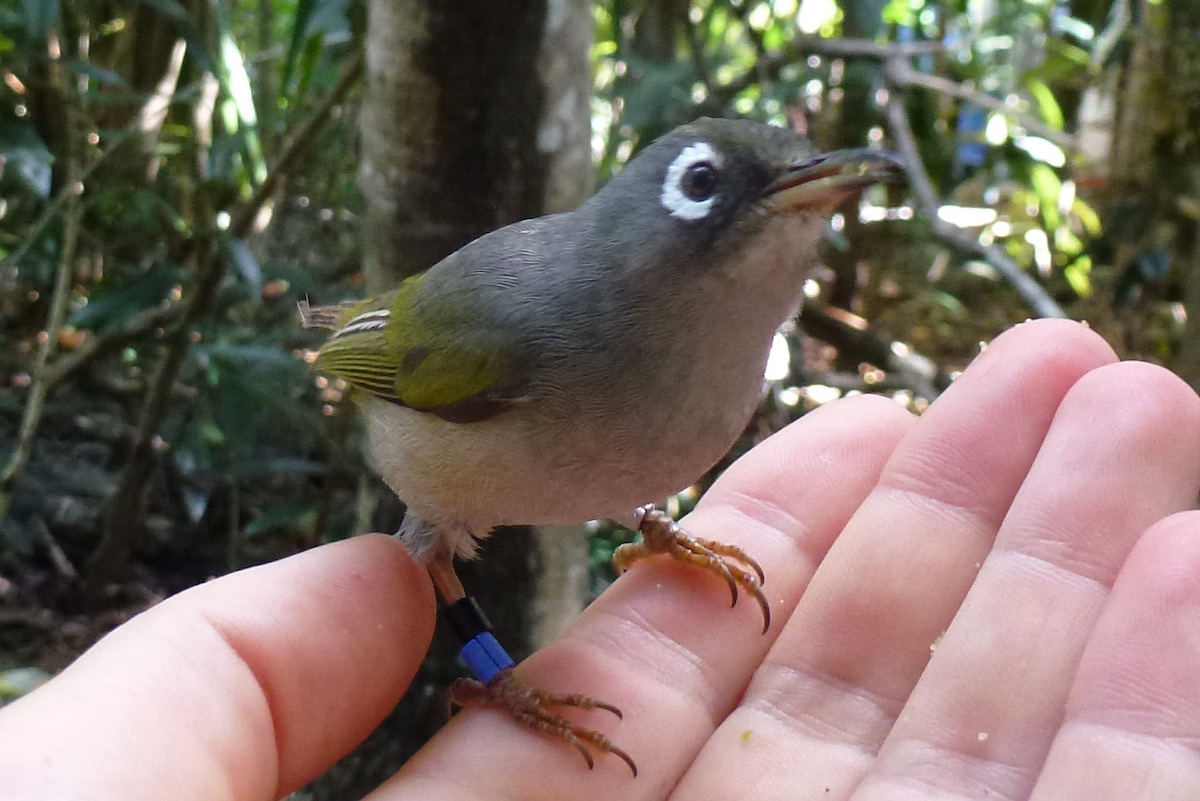
Самець маврикійського окулярника
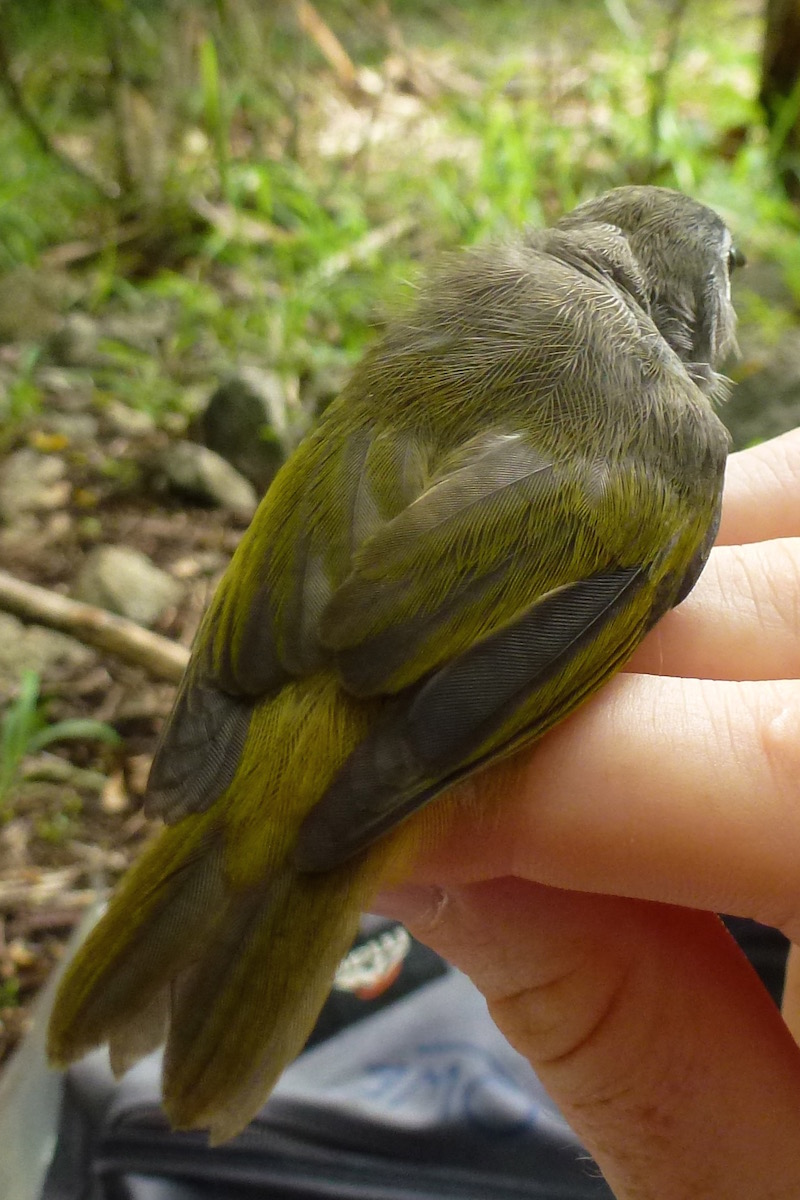
Спина маврикійського окулярника
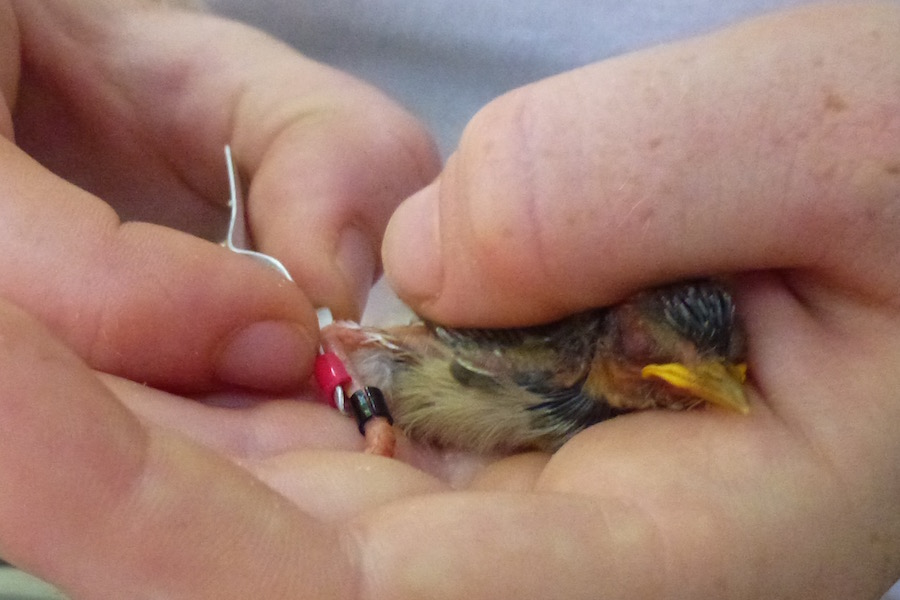
Кільцювання пташеняти маврикійського окулярника